# بخش فالشوپینگ
بخش فالشوپینگ (به سوئدی: Falköpings kommun) یک ناحیه شهری در سوئد است که در Skaraborg County واقع شده‌است.

## خواهرخوانده
شهرهای Kokemäki, Hobro, Sigulda municipality و فونتانلاتو خواهرخوانده‌های بخش فالشوپینگ هستند.